# 119° westerlengte
119° westerlengte (ten opzichte van de nulmeridiaan) is een meridiaan of lengtegraad, onderdeel van een geografische positieaanduiding in bolcoördinaten. De lijn loopt vanaf de Noordpool naar de Noordelijke IJszee, Noord-Amerika, de Grote Oceaan, de Zuidelijke Oceaan en Antarctica en zo naar de Zuidpool.
De meridiaan op 119° westerlengte vormt een grootcirkel met de meridiaan op 61° oosterlengte. De meridiaanlijn beginnend bij de Noordpool en eindigend bij de Zuidpool gaat door de volgende landen, gebieden of zeeën. 
| Land, gebied of zee    | Nauwkeurigere gegevens                                                                                          |
| ---------------------- | --- |
| Noordelijke IJszee     | |
| Canada                 | Northwest Territories - Prins Patrickeiland                                                                     |
| Crozierkanaal          | |
| Canada                 | Northwest Territories - Eglintoneiland                                                                          |
| M'Clurestraat          | |
| Canada                 | Northwest Territories - Bankseiland                                                                             |
| Straat Prince of Wales | |
| Canada                 | Northwest Territories - Victoria-eiland                                                                         |
| Golf van Amundsen      | |
| Canada                 | Nunavut, Northwest Territories (dwarst Great Bear Lake), Alberta, British Columbia (een smalle strook van 2 km) |
| Verenigde Staten       | Washington, Oregon, Nevada, Californië                                                                          |
| Grote Oceaan           | |
| Zuidelijke Oceaan      | |
| Antarctica             | Niet-toegeëigend gebied in Antarctica                                                                           |